# 青島市政府 (中華民國)
青島市政府是中華民國國民政府在青島市的最高地方行政機構。於民國18年（1929年）6月由青島特別市政府改組，直屬南京國民政府管轄。

## 構成
民國十九年（1930年）6月，依據《市組織法》改青島特別市政府為青島市政府，直隸於國民政府行政院。改制後的青島市政府的行政機構有：秘書處、社會局、公安局、財政局、工務局、教育局、港務局、觀象臺、農林事務所。
民國二十年（1931年）2月，青島市政府機構增設購辦委員會、地方自治籌辦委員會，並相繼組建市區和鄉區各建設辦事處。1932年6月，成立青島保安團總團部，以後又增設了經濟委員會。1933年增設土地房產整理委員會。同年4月設風俗改良委員會、修志編纂委員會。民國二十三年（1934年）又增設市政設計委員會和地方公益委員會等機構。民國二十五年（1936年）3月，將工務局所屬的自來水廠和港務局所屬的碼頭運輸管理處，改由市政府直接管轄；6月將公安局改稱警察局；8月，增設保安處，負責聯絡軍、地武裝事宜。
民國二十六年（1937年）抗日戰爭爆發後，青島市長沈鴻烈於12月27日率市政府機構和軍政官員撤離青島。民國二十七年（1938年）1月，沈鴻烈任山東省政府主席並兼任青島市市長。青島市的政務，改由山東省政府兼理；同月日軍攻陷青島。
民國三十年（1941年）1月，南京國民政府在海陽縣朱吳鎮成立青島市政府辦事處。辦事處設置秘書室和一、二、三、四科，分掌總務、民政、財政、教育、軍事等事務。市政府辦事處後又輾轉青島、即墨交界一帶。民國三十二年（1943年）3月1日，青島市政府奉令在嶗山華嚴寺恢復，原市政府辦事處即行撤銷。
民國三十四年（1945年）8月抗戰勝利後，青島市政府在嶗山成立「青島市接收委員會」，9月13日率保安總隊進入青島市區，17日正式接收青島行政及日偽各機關，恢復其行政管轄權。市政府行政機構設秘書處、人事處、會計處、統計處、新聞處、民政局、社會局、教育局、財政局、工務局、警察局、港務局、觀象臺、農林事務所、碼頭運輸管理處、自來水廠和敵偽產業處理局及房產委員會等機構。
民國三十五年（1946年）1月13日，行政院公佈《青島市政府組織規程》，設市長1人、秘書長1人、參事2人，下設民政、財政等局，青島保安總隊司令部撤銷，改為保安處；新設地政局。2月，新設了設計考核委員會、抗戰損失調查委員會、公職候選人資格審查委員會及敵偽產業審議委員會。3月，成立衛生局和公營事業管理委員會；撤銷保安處。同年8月成立市參議會。至民國三十六年（1947年）5月24日，經國民政府核准，青島市政府所屬機構設置為：、會計處、統計處、人事處、新聞處、民政局、財政局、教育局、社會局、地政局、衛生局、工務局、港務局、警察局及觀象臺、自來水廠、農林事務所。民國三十七年（1948年）8月，青島市政府奉命簡化機構，裁撤新聞處及民政、衛生、地政三局，其業務由秘書處、社會局、警察局、財政局接辦，人事處改為人事室，會計處和統計處合併為會計處。此後青島的行政機構，再無大的變動。民國三十六年（1947年）市政府於民國三十八年（1949年）6月初隨著國軍撤離而消亡。

## 歷任青島市政府市長
- 胡若愚（1930年9月 - 1931年12月）
- 沈鴻烈（1931年12月 - 1937年12月）
- 丁德先（1938年1月 - 1939年1月，代理）
- 李先良（1945年9月 - 1948年8月）
- 龔學遂（1948年8月 - 1949年3月）
- 秦德純（1949年3月 - 5月，兼職）
- 孫繼丁（1949年3月 - 1949年6月，代理）